# Weda

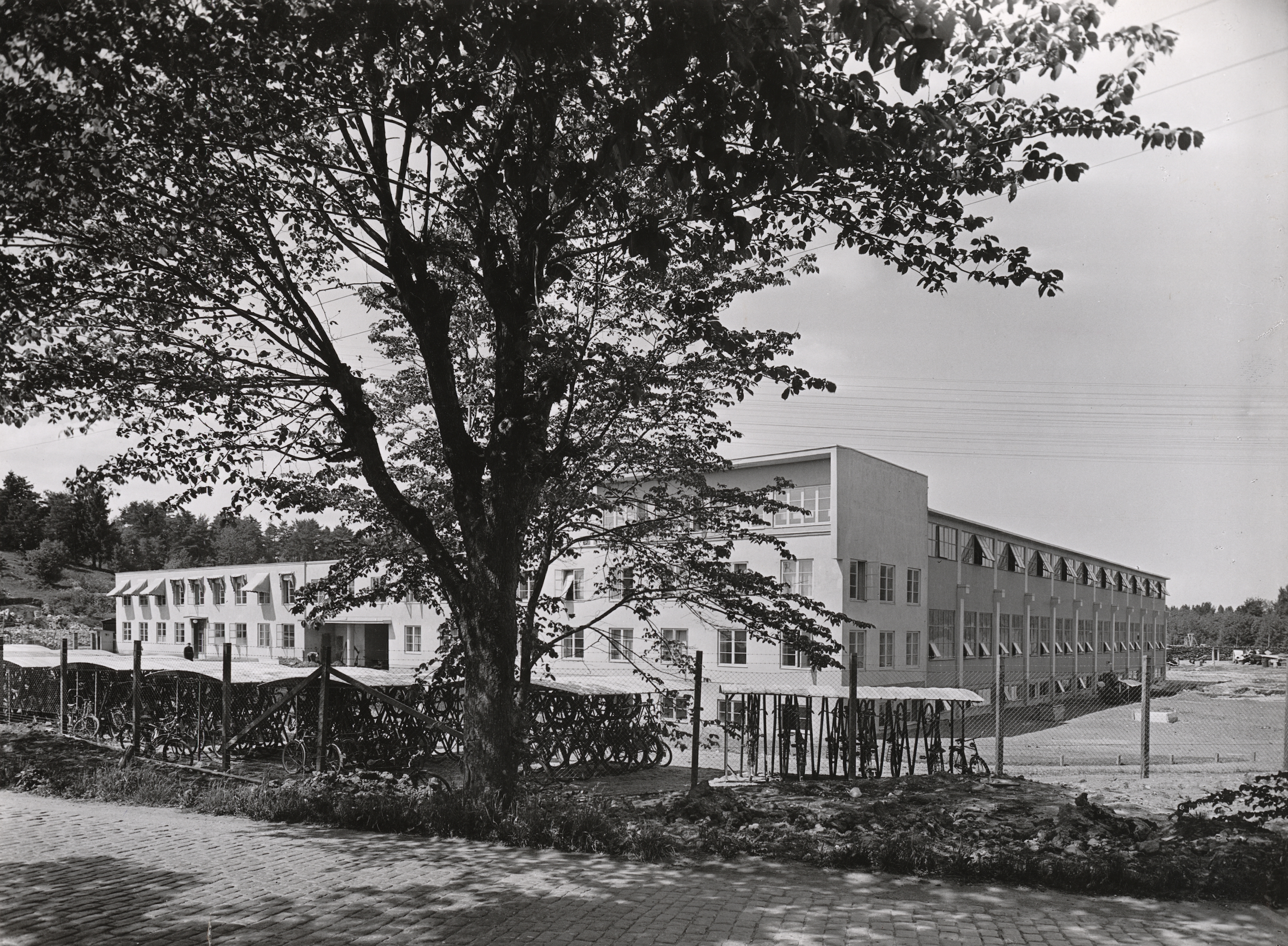
Wedaverkens tidigare lokaler utgör basen för köpcentrumet. Foto från 1943

Weda är ett köpcentrum i Södertälje i Södermanland och Stockholms län.
Weda öppnade som ett av stadens första externa köpcentrum. Lokalerna hade tidigare tillhört företaget Wedaverken. Även intilliggande mark har exploaterats. Namnet Weda behölls då det var inarbetat.
Weda innehåller ett flertal butiker och restauranger. De största butikerna är mataffärerna Willys och Lidl. Bland de övriga butikerna finns bland annat leksaksaffär, sport- & fritidsbutik, barnartiklar, VVS, måleri, blomsteraffär samt bygghandel.
Kommunen har uttryckt planer på att exploatera för att även bygga bostäder i området.
Under 1990-talets senare del öppnade även Morabergs köpcentrum i närheten.